# Capsula spaziale cinese di nuova generazione
La Meingzou è stata lanciata per la prima volta il 5 maggio del 2020.

## Descrizione
Destinata a eventualmente sostituire la navicella spaziale Shenzhou, il veicolo è più grande e può essere lanciato sulla luna. Si compone di due moduli: un modulo per l'equipaggio che ritorna sulla Terra e può essere riutilizzato ed un modulo di servizio non riutilizzabile per fornire propulsione, potenza e supporto vitale alla sezione dell'equipaggio.  È in grado di trasportare sei astronauti, o tre astronauti (a seconda della configurazione) e 500 kg di carico. Il veicolo spaziale nel suo insieme presenta un design modulare che gli permetterà di essere costruito per soddisfare le diverse esigenze della missione. Nel suo complesso la navicella spaziale misura quasi 8,8 metri di lunghezza e 4,5 metri di larghezza. Pesa circa 21600 kg a pieno carico secondo il China Manned Space Engineering Office (CMSEO). 
Il primo volo di prova è stato lanciato da un razzo Long March 5B dal sito di lancio di Wenchang consentendo di testare avionica, prestazioni in orbita, nuova schermatura termica, apertura del paracadute, atterraggio e recupero dell'airbag per l’ammortizzazione 
Dopo il primo volo senza equipaggio entro il 2021 è possibile un volo con equipaggio. I voli iniziali saranno verso la nuova stazione spaziale cinese, le missioni lunari sono attese negli anni 2030.